# Берёзовая роща (картина Куинджи)
«Берёзовая ро́ща» — пейзаж русского художника Архипа Куинджи (1842—1910), оконченный в 1879 году. Хранится в Государственной Третьяковской галерее (инв. 882). Размер картины — 97 × 181 см. На полотне изображены берёзы, растущие на залитой солнцем лесной поляне. Значительный эффект достигается необычными комбинациями света и цвета, резким контрастом солнца и тени, который создаёт впечатление очень яркого солнечного освещения. Верхняя часть берёз не показана, видны только стволы и небольшие ветки, которые выделяются светло-зелёным цветом на фоне тёмно-зелёного леса. Композиция разделена на две части протекающим по центру ручьём.
Вместе с двумя другими картинами художника («После дождя» и «Север») «Берёзовая роща» была представлена на 7-й выставке Товарищества передвижных художественных выставок («передвижников»), открывшейся в феврале 1879 года в Санкт-Петербурге. Художник Иван Крамской сообщал, что публика восторженно приветствовала произведения Куинджи; в частности, посетители выставки отмечали «необычайность» полотна «Берёзовая роща». Прямо с выставки все три картины были приобретены Павлом Третьяковым за 6500 рублей.
Художественный критик Владимир Стасов отмечал, что «Берёзовая роща» — картина «с чудесно освещёнными деревьями и травой», и в этом произведении Куинджи «берёт ноты сильного эффектного освещения, никем ещё не пробованные». Искусствовед Фаина Мальцева писала, что «Берёзовая роща» является «новаторским произведением», которое относится к лучшим образцам реалистических пейзажей 1870-х годов. По словам искусствоведа Виталия Манина, «не было ещё картины в русской пейзажной живописи, где бы столь радостно и просветлённо запечатлелся яркий солнечный день, где бы так полно выразилось умиротворённое ощущение художника, где бы светлое чувство покоя, приподнятое настроение получили такое совершенное воплощение».

## История

### Предшествующие события

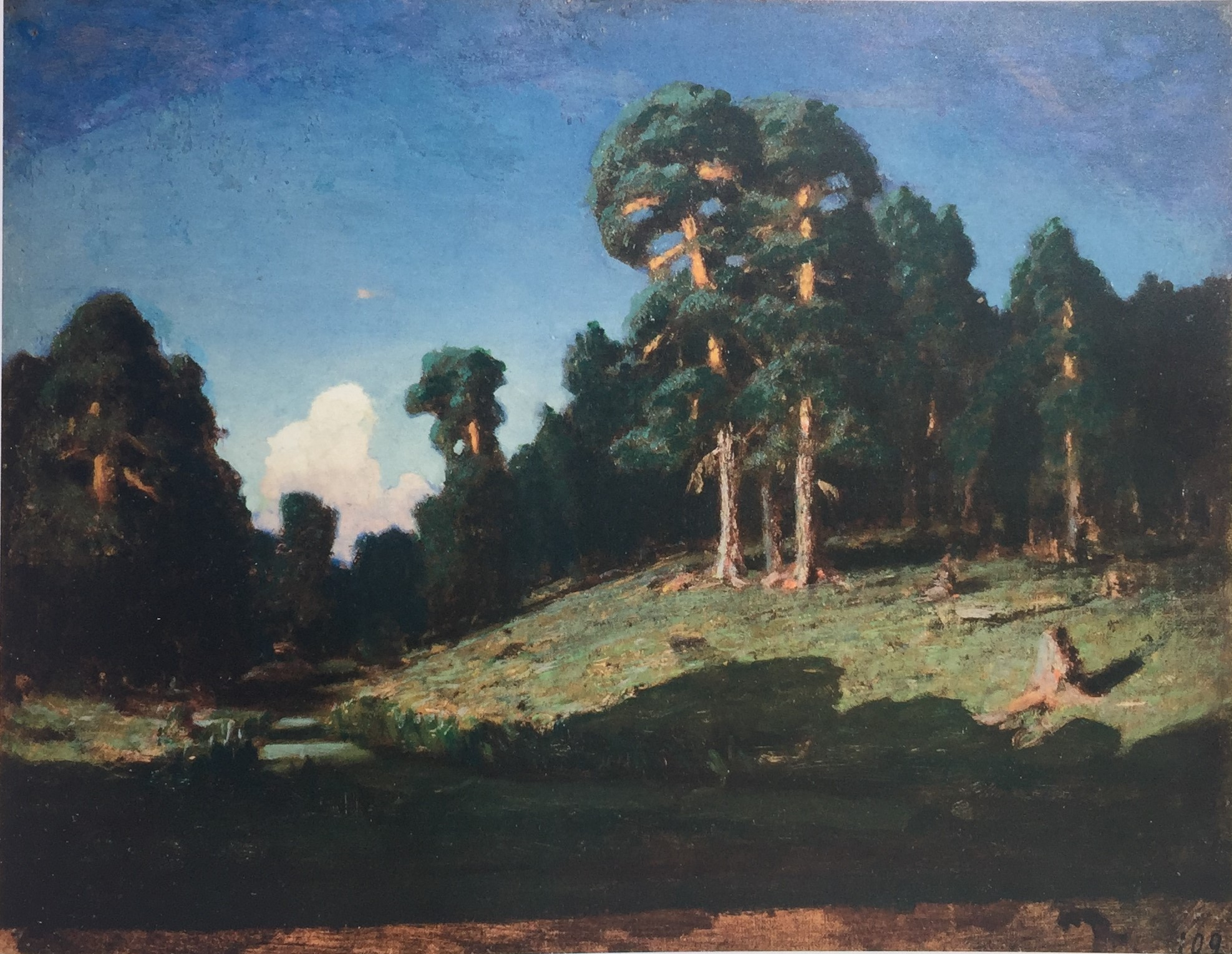
Архип Куинджи. Сосновый лес с речкой (1878, ГРМ)

С 1866 года Архип Куинджи жил в Санкт-Петербурге. Он работал в фотоателье ретушёром, затем стал посещать занятия в Академии художеств, в 1868 году получил звание неклассного художника. С 1868 года Куинджи экспонировал свои произведения на ежегодных выставках Академии художеств, а также на выставках Общества поощрения художников. В 1872 году он был удостоен звания классного художника 3-й степени. Дебют Куинджи на выставках передвижников состоялся в 1874 году — на 3-й выставке Товарищества передвижных художественных выставок экспонировался его пейзаж «Забытая деревня». В 1875 году он был принят в Товарищество. Большое внимание привлекло полотно Куинджи «Украинская ночь», представленное на 5-й передвижной выставке (открывшейся в марте 1876 года), а затем с успехом экспонировавшееся на Всемирной выставке 1878 года в Париже. В 1878 году Совет Академии художеств присвоил Куинджи звание классного художника 1-й степени.
По некоторым сведениям, Куинджи работал над этюдами с изображением берёз начиная с 1876 года. Исследователи творчества художника полагают, что одним из первых этюдов, непосредственно связанных с замыслом картины «Берёзовая роща», мог быть пейзаж 1878 года «Сосновый лес с речкой» (холст на картоне, масло, 25,6 × 33,4 см, 1878, Государственный Русский музей, инв. Ж-1114), композиция которого близка к полотну Ивана Шишкина «Корабельная роща». В процессе работы над будущей картиной «Берёзовая роща» Куинджи написал ряд эскизов, большинство которых датируются 1879 годом. Известно о существовании по крайней мере пяти живописных эскизов: три из них хранятся в Государственном Русском музее, и по одному — в Государственной Третьяковской галерее и Нижегородском государственном художественном музее. С 1876 года художник жил и работал в доме, расположенном на пересечении Малого проспекта и 16-й линии Васильевского острова. Там же проходила работа над картиной «Берёзовая роща», которая была начата в 1878 году и закончена в начале 1879 года.

### 7-я передвижная выставка

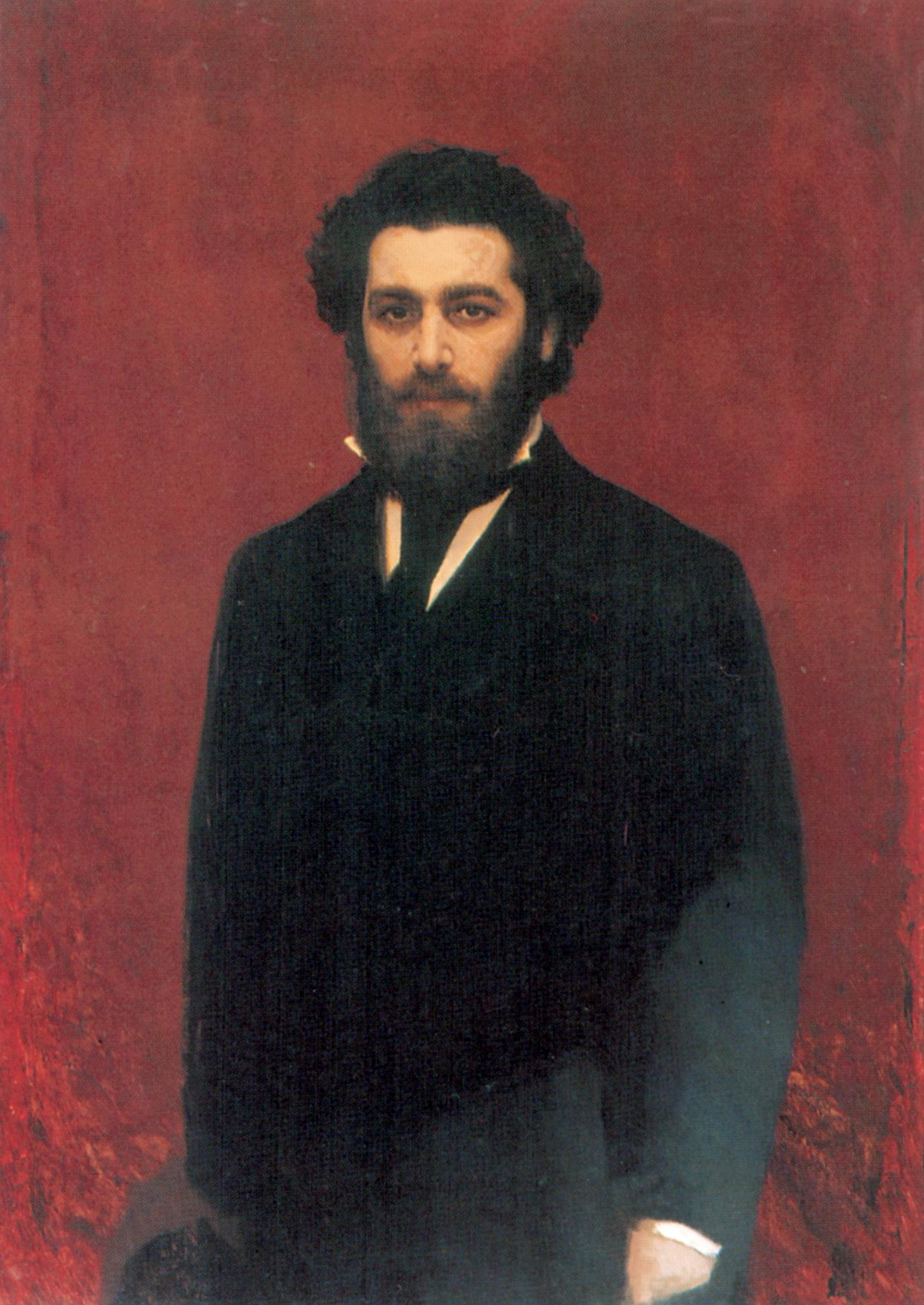
Иван Крамской. Портрет А. И. Куинджи (конец 1870-х, НИМ РАХ)

Полотно «Берёзовая роща» было впервые показано в 1879 году на 7-й выставке Товарищества передвижных художественных выставок («передвижников»), вместе с двумя другими картинами художника — «После дождя» и «Север». Выставка открылась 23 февраля 1879 года в Санкт-Петербурге, где она продолжалась до 25 марта. Открытие выставки было задержано — в частности, из-за неготовности пейзажей Куинджи. По словам художника Ивана Крамского, «очищали зал, да и Куинджи ещё не может ставить, а слишком необходимо его иметь». В письме к Василию Поленову от 18 февраля Крамской сообщал: «Куинджи задерживает, а у него вещи слишком значительные, чтобы не обратить внимания». Задержка вызвала раздражение у организаторов московской части передвижной выставки — в письме к Крамскому от 23 февраля художник Илья Репин писал: «Куинджи не готов? Семеро одного не ждут; да и его очень легко было присовокупить после открытия». Полотна Куинджи появились на выставке через два дня после её открытия — 25 февраля. По словам Крамского, «Куинджи картины выставил и не попортил, хотя и не улучшил».

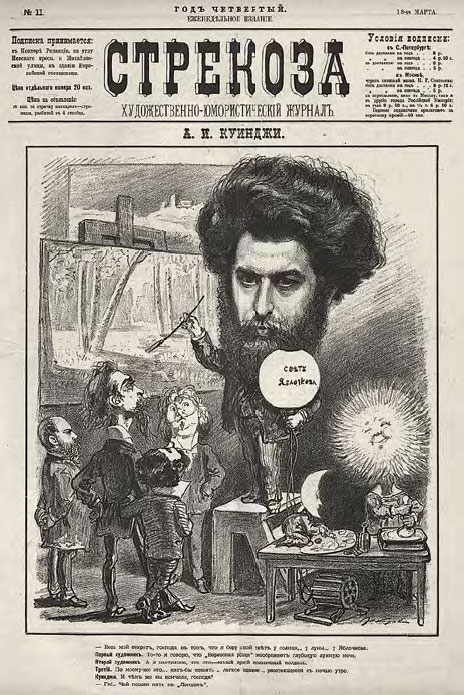
Александр Лебедев. Куинджи. Свет Яблочкова (карикатура в журнале «Стрекоза», 1879)

Наибольшее впечатление произвела «Берёзовая роща» — и художники, и зрители, посетившие выставку, отметили «необычайность картины», которой впоследствии было суждено стать одним из самых известных произведений Куинджи. Некоторые отзывы художников о «Берёзовой роще» известны со слов современников: Иван Шишкин говорил: «Это не картина, а с неё картину можно писать…», а Владимир Орловский признавал: «Я никогда не думал, не воображал, чтобы можно было довести картину до такого рельефа. Это — не картина, а натура». В письме к Павлу Третьякову от 1 марта 1879 года Иван Крамской писал о реакции, вызванной появлением на выставке картин Куинджи: «Публика приветствует их восторженно, художники же (то есть пейзажисты) в первый момент оторопели, они не приготовились, долго были с раскрытыми челюстями и только теперь начинают собираться с духом и то яростно, то исподтишка пускают разные слухи и мнения; многие доходят до высокого комизма в отрицании его картин; ну что ж, на здоровье!» Некоторые зрители подозревали Куинджи в фокусничестве и верили распространившимся слухам о том, что «картина написана на стекле и освещается сзади лампой».
15 марта в газете «Новое время» (№ 1093, с. 4) появился подробный обзор Владимира Стасова под названием «Художественные выставки 1879 года», в котором была дана высокая оценка «необыкновенно поэтическому чувству и взгляду» Куинджи, а также была отмечена оригинальность его полотен. О популярности Куинджи свидетельствовал и дружеский шарж Александра Лебедева «Куинджи. Свет Яблочкова», помещённый на обложку журнала «Стрекоза» (№ 11, 18 марта 1879 года), — на карикатуре был изображён художник, стоящий рядом с «Берёзовой рощей». Прямо с выставки все три картины Куинджи, включая «Берёзовую рощу», были приобретены у автора Павлом Третьяковым за 6500 рублей.
22 апреля 1879 года состоялось открытие московской части 7-й передвижной выставки. Вскоре после этого в газете «Молва» (№ 112, 25 апреля 1879 года) появилась статья «Беглые заметки (по поводу рецензий художественных выставок и по поводу картин г. Куинджи)», подписанная псевдонимом «Любитель». Автор статьи негативно отзывался о творчестве Куинджи и резко критиковал его картины, экспонировавшиеся на выставке. В частности, он писал: «Кто сколько-нибудь наблюдал в природе те отношения тонов, которые даёт солнечный свет, кто сколько-нибудь изучал законы переходов одного тона в другой при различных световых эффектах, тот согласится, что световые эффекты в картинах Куинджи утрированы и совершенно неверны». По поводу «Берёзовой рощи» автор статьи писал, что деревья в ней не растут, а «растыканы», они «точно вырезаны из картона, накрашены каким-то грязно-зелёным колером и поставлены как декорация». В декабре 1879 года выяснилось, что автором статьи в «Молве», скрывавшимся за псевдонимом «Любитель», был один из членов-учредителей организации художников-передвижников Михаил Клодт. Разгневанный этим поступком, Куинджи принял решение о выходе из Товарищества, который был окончательно оформлен в начале 1880 года. Таким образом, выставка 1879 года, на которой была представлена «Берёзовая роща», оказалась последней передвижной выставкой с его участием.

### Последующие события
В сентябре 1880 года Куинджи завершил работу над полотном «Лунная ночь на Днепре». В октябре — ноябре того же года картина экспонировалась в здании Общества поощрения художников, расположенном на Большой Морской улице в Санкт-Петербурге, причём это был первый случай в истории российского искусства, когда на выставке демонстрировалась единственная картина.
В 1882 году Куинджи устроил ещё одну персональную выставку, на которой экспонировались три картины: второй вариант полотна «Берёзовая роща» (1881), второй вариант картины «Ночь на Днепре», а также новое произведение «Днепр утром» (ныне в ГТГ). Выставка проходила в доме Солодовникова на Кузнецком мосту, картины были выставлены при дневном освещении. Эта экспозиция оказалась последней публичной выставкой в творческой деятельности Куинджи: до конца своей жизни он продолжал создавать новые произведения, но не показывал их широкой публике.
Долгое время о новых произведениях Куинджи практически ничего не было известно. В 1901 году художник устроил несколько закрытых домашних показов, на которых близким знакомым были представлены четыре произведения: третий вариант «Берёзовой рощи» (1901, ныне в Национальном художественном музее Республики Беларусь), переработанный «Вечер на Украине» (1878, доработан в 1901, ныне в ГРМ), «Днепр» (1901, ныне в Псковском музее-заповеднике, вариант-повторение картины «Днепр утром», 1881) и «Христос в Гефсиманском саду» (1901, ныне в Воронцовском дворце-музее, Алупка).
Впоследствии картина «Берёзовая роща» (изначальная версия, созданная в 1879 году и приобретённая Павлом Третьяковым) экспонировалась на ряде выставок, в том числе на проходившей в Третьяковской галерее выставке, посвящённой 25-летию со дня смерти П. М. Третьякова (1923) и на выставке русского искусства XVIII—XX веков (1957, Пекин). В 1971—1972 годах полотно принимало участие в выставке «Пейзажная живопись передвижников» (Киев, Ленинград, Минск, Москва), приуроченной к столетию ТПХВ, в 1983—1984 годах — в выставке Академии художеств СССР (Москва), а в 1992 году — в выставке, посвящённой 150-летию со дня рождения Куинджи (Москва). Оно также было одним из экспонатов выставки работ Архипа Куинджи, проходившей в октябре 2018 — феврале 2019 года в Инженерном корпусе Третьяковской галереи. В настоящее время картина «Берёзовая роща» выставляется в зале № 21 основного здания Третьяковской галереи в Лаврушинском переулке.

## Описание
Картина написана художником в стиле романтического пейзажа. Как и в других произведениях Куинджи, значительный эффект достигается необычными комбинациями света и цвета, резким контрастом солнца и тени, который создаёт впечатление очень яркого солнечного освещения. Доминирующее положение на полотне занимает залитая ярким солнечным светом лесная поляна. На заднем плане её замыкают густые высокие деревья, зелёные силуэты которых служат своеобразной живой оградой. Композиция разделена на две части протекающим по центру ручьём, покрытым ряской, а также просветом между дальними деревьями.

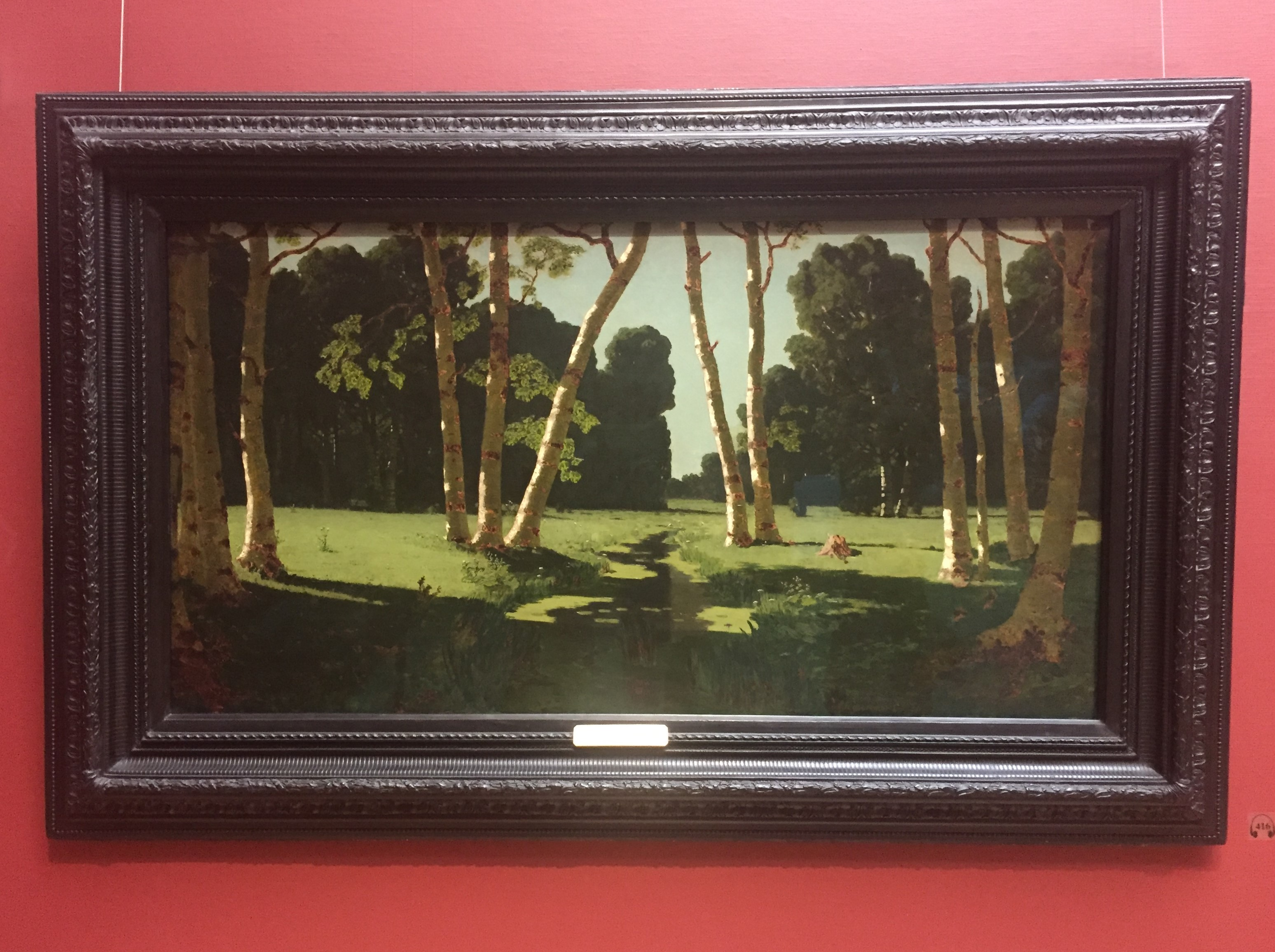
Картина «Берёзовая роща» в ГТГ

Такое «подчёркнуто симметричное деление композиционных планов картины» сохраняется и в расстановке расположенных на первом плане берёз, растущих на поляне. Верхняя часть берёз не показана, видны только их стволы — коричневато-зеленоватые в тени и ярко-белые в тех местах, где они обращены к солнцу, — и небольшие ветки со свежей листвой, которые выделяются светло-зелёным цветом на фоне тёмно-зелёного леса, изображённого на заднем плане. Комбинация разных оттенков зелёного цвета, использованных при написании листвы берёз и дальнего леса, ещё больше подчёркивает ощущение яркого солнечного дня — по словам художника Аркадия Рылова, «реальна эта радость, сверкающая под душистыми берёзами».
Срезая кроны ближних деревьев, Куинджи ограничивает изображённое на картине пространство, лишает его панорамности. Вследствие этого характер композиции становится более замкнутым и интимным, ослабляется его национальное содержание. В то же время, по словам искусствоведа Виталия Манина, усиливается «общечеловеческое содержание, возникшее благодаря ясно выраженному светлому мироощущению, оптимизму, яркой наполненности картины светом».
В целом композиционное решение «Берёзовой рощи» соответствует академической схеме. Это, в частности, проявляется в «кулисном построении сцены», где стволы берёз создают впечатление уходящего далеко в глубину пространства, а тёмные деревья играют роль театрального задника. Другой академический приём — использование традиционных «треугольников», образуемых освещённой поляной, светлым небом и затенённым ручьём; вершины этих треугольников сходятся в точке пересечения диагоналей холста. Хорошо продуманное линейное построение основано на чётких перспективных сокращениях. Впечатление естественности глубины пространства достигается «эффектным чередованием солнечного освещения и тёмной тени».
«Стереоскопичность» живописи целиком определяется пространственным построением, в то время как «интерес к выявлению объёмности предметов в „Берёзовой роще“ явно утрачивается». Художник отказывается от детальной разработки светотеневых переходов, он «„собирает“ цвет в плоскости», в пределах каждой из которых используется малое количество оттенков. По словам Виталия Манина, «от этого цвет начинает звучать определённее и интенсивнее, эмоциональное воздействие его усиливается», в результате чего «художник добивается целостности впечатления».

## Эскизы и варианты картины
В Государственной Третьяковской галерее хранится одноимённый эскиз картины «Берёзовая роща» (холст, масло, 27 × 46,6 см, 1879, инв. 11088), с 1879 года принадлежавший художнику Илье Репину, а в 1903 году подаренный им художнику и коллекционеру Илье Остроухову. Эскиз поступил в Третьяковскую галерею в 1929 году из Музея Остроухова.
Три одноимённых эскиза, датируемых 1879 годом, хранятся в собрании Государственного Русского музея — инв. Ж-1105 (клеёнка на картоне, масло, 19 × 29 см), инв. Ж-1107 (холст на картоне, масло, 19,5 × 36,8 см) и инв. Ж-1110 (эскиз-вариант, бумага на картоне, масло, 21 × 33,5 см). Все три эскиза поступили в Русский музей в 1930 году из Общества художников имени А. И. Куинджи.
Ещё один одноимённый эскиз находится в собрании Нижегородского государственного художественного музея (холст, масло, 19 × 36,4 см, инв. Ж-1309).
Эскизы картины «Берёзовая роща» (1879)
Второй вариант картины «Берёзовая роща» (холст, масло, 165 × 115,5 см), представленный на выставке 1881 года, Куинджи писал по заказу промышленника и коллекционера Павла Демидова, князя Сан-Донато, но их сделка по каким-то причинам расстроилась. Затем Куинджи пытался договориться с предпринимателем Козьмой Солдатёнковым, но тот отказался от покупки картины. В конце концов полотно было приобретено сахарозаводчиком и коллекционером Фёдором Терещенко за 7 тысяч рублей. Долгое время местонахождение этого варианта считалось неизвестным, но потом он «нашёлся» в частном собрании в Нью-Йорке. В 2008 году он был продан на аукционе «Сотбис» за 3,065 млн долларов США.
Третий вариант картины «Берёзовая роща» (1901, холст, масло, 165,5 × 116 см) в 1910 году (после смерти автора) перешёл в собственность Общества художников имени А. И. Куинджи. В 1918 году он был продан Л. А. Собоцинскому, затем находился в ленинградском собрании В. И. Павлова. В настоящее время этот вариант хранится в Национальном художественном музее Республики Беларусь (инв. РЖ-1443), куда он поступил в 1954 году из фондов Дирекции художественных выставок и панорам.

## Отзывы и критика
Среди множества пейзажей, экспонировавшихся на 7-й передвижной выставке, художественный критик Владимир Стасов особо выделял произведения Ивана Шишкина, Михаила Клодта и Архипа Куинджи. Стасов писал, что Куинджи «обладает тем, чем немногие из пейзажистов, — необыкновенно поэтическим чувством и взглядом». Отмечая, что у Куинджи «всегда всё дело состоит в одном сильно прочувствованном и переданном живописном световом эффекте, а всё остальное у него не доделано, не изучено, принесено в жертву», критик признавал, что «зато ведь этот мотив всякий раз какой поэтический!». По мнению Стасова, «Берёзовая роща» — картина «с чудесно освещёнными деревьями и травой», но «очень плохим и невероятным воздухом». Критик отмечал, что «недостатков тут везде немало, но что хорошо — то хорошо и оригинально, как ни у кого, и берёт ноты сильного эффектного освещения, никем ещё не пробованные».

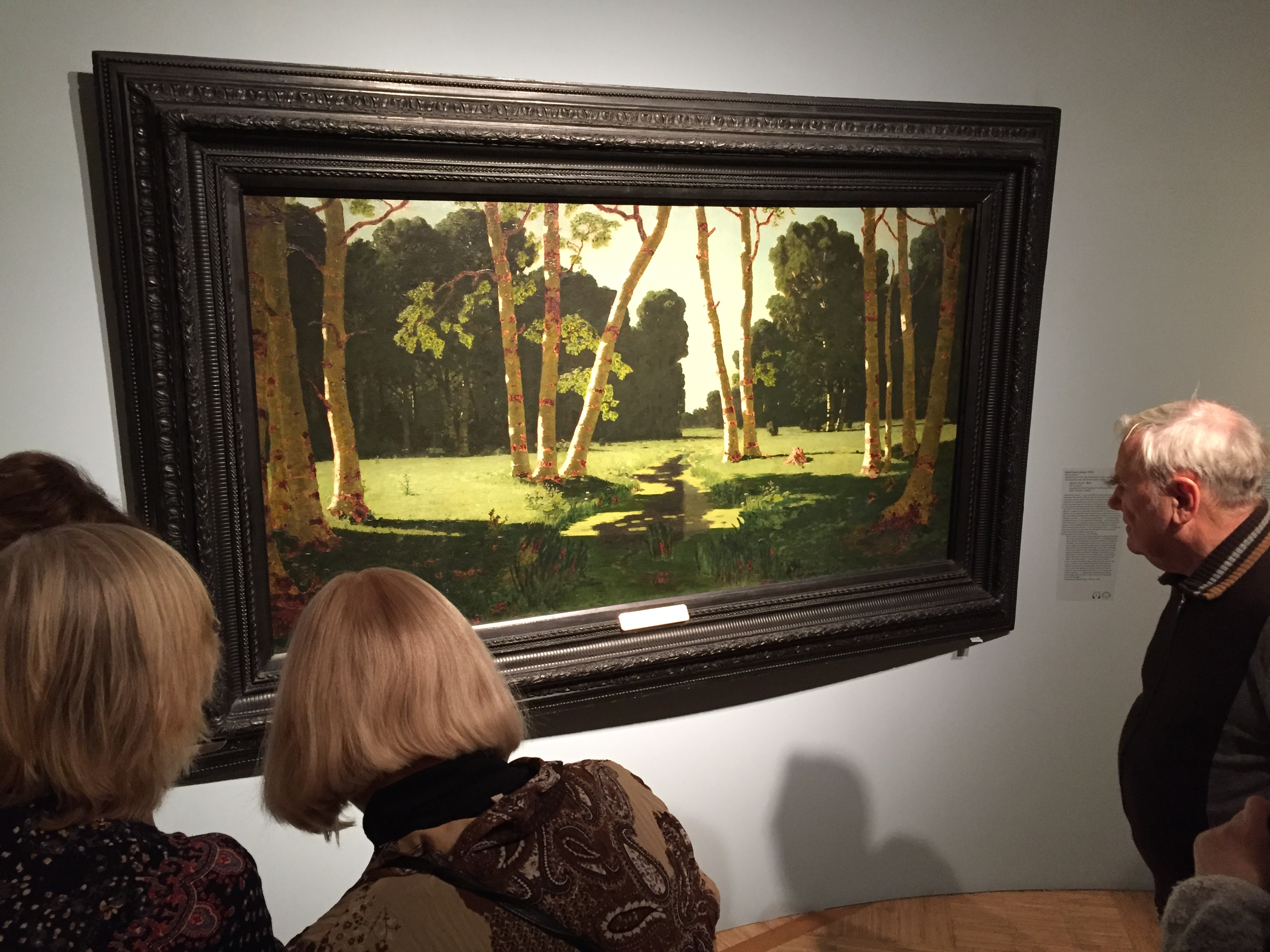
Картина «Берёзовая роща» на выставке 2018—2019 годов в ГТГ

Художник и критик Александр Бенуа в книге «История русской живописи в XIX веке», первое издание которой вышло в свет в 1902 году, признавал, что в своё время «Берёзовая роща» настолько поразила петербургскую публику, что многие думали, будто для достижения эффекта автор полотна прибегал к «шарлатанским фокусам», использующим дополнительное освещение с обратной или лицевой стороны. Бенуа отмечал, что в «Берёзовой роще» «нам теперь сильно претит её грубая форма», «в особенности неприятна дурно понятая „симплификация“, кулисное построение, бьющее на диорамный trompe-l'œil»; в то же время «уже то почтенно, что Куинджи чувствовал необходимость этого упрощения». Отдавая должное мастерству художника, Бенуа писал, что при изучении этой картины «проникаешься большим уважением к её творцу», который «добивался, чтоб каждый мазок „значил“ и звучал, чтоб ничего не было лишнего». По словам Бенуа, в «Берёзовой роще» «замечательны её смелые, ясные краски, не безразлична и техника».
В статье, посвящённой 150-летию со дня рождения Архипа Куинджи, искусствовед Владимир Петров писал, что в картине «Берёзовая роща» «особенно ярко и непосредственно воплотилось присущее Куинджи „солнцепоклонничество“». По словам Петрова, на основе будничного среднерусского мотива, включающего в себя лесную опушку и протекающий среди белоствольных берёз ручей, художник «создал „гимн“ льющемуся с неба живоносному свету». Петров отмечал «приподнятость и праздничность звучания образного строя картины», которых Куинджи достиг «с помощью смелого обобщения и интенсивности контрастов, светящихся на солнце и затенённых цветоформ и зон, а также ритмической определённости решения пейзажа, напоминающего своего рода естественный узор и, в какой-то степени, декорацию…».

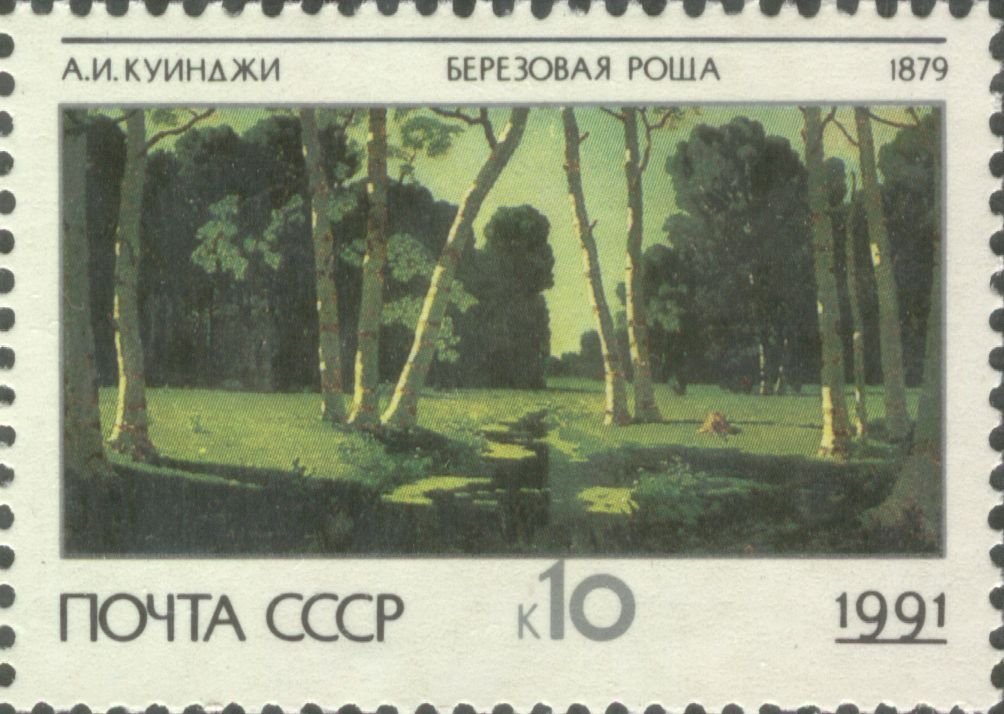
Картина «Берёзовая роща» на почтовой марке СССР 1991 года

Искусствовед Фаина Мальцева отмечала, что полотно «Берёзовая роща» является «новаторским произведением», которое относится к лучшим образцам реалистических пейзажей 1870-х годов. В то же время, по её мнению, «некоторые черты его живописи вызывают законные возражения у зрителей». К таким свойствам Мальцева относила «черты условности», которые проявляются «в несколько упрощённом цветовом решении», — в частности, для достижения наибольшей интенсивности цвета художнику пришлось пожертвовать «некоторыми нюансами в характеристике отдельных предметов», а также «тем, что могло придать пейзажу больше жизненного многообразия». Тем не менее, по словам Мальцевой, в этом произведении «Куинджи сумел создать реальный образ, наполненный мажорным звучанием», и его мастерство «проявилось здесь с особенной силой».
Искусствовед Виталий Манин писал, что в «Берёзовой роще» Куинджи развивал поиски положительного идеала, начатые им в появившемся тремя годами ранее полотне «Украинская ночь». Одним из важнейших нововведений Куинджи Манин считал «особое построение пространства и в связи с этим новое пластическое понимание объёма». Кроме этого, по мнению Манина, к «новаторской сущности» полотна можно было отнести то, что «художнику удалось раскрепостить цвет, очистить его светом»; свет используется как «средство реалистической передачи природы» (с этой точки зрения, «Берёзовая роща» имеет много общего с некоторыми ранними произведениями Клода Моне, такими как «Дама в саду Сент-Адресс» и другие). В то же время Манин отмечал, что обобщённая живопись «Берёзовой рощи» рождает ощущение статичности, «производит впечатление оцепенелости, застылости». Тем не менее, по словам Манина, «не было ещё картины в русской пейзажной живописи, где бы столь радостно и просветлённо запечатлелся яркий солнечный день, где бы так полно выразилось умиротворённое ощущение художника, где бы светлое чувство покоя, приподнятое настроение получили такое совершенное воплощение».